# Winfried Freudenberg
Winfried Freudenberg (Berlim, 29 de agosto de 1956 – 8 de março de 1989) foi a última pessoa a morrer numa tentativa de fuga da Alemanha Oriental para Berlim Ocidental, cruzando o Muro de Berlim. Morreu na queda de seu balão de gás de fabricação caseira no bairro de Zehlendorf.